# رخووت

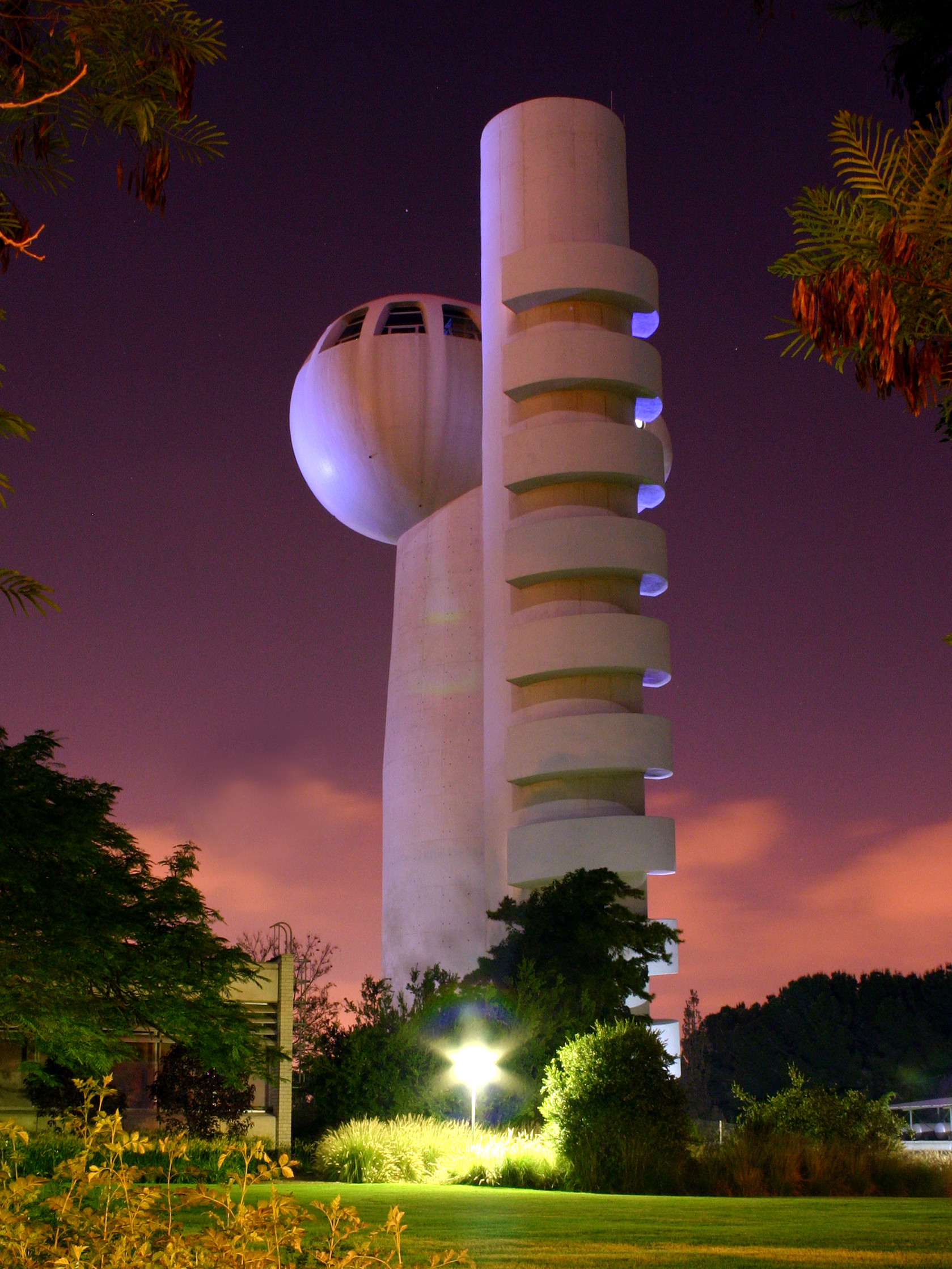
نمایی از یکی از شتاب‌دهنده ذره‌ای در دانشگاه عالی علوم وایزمن شهر رخووت.

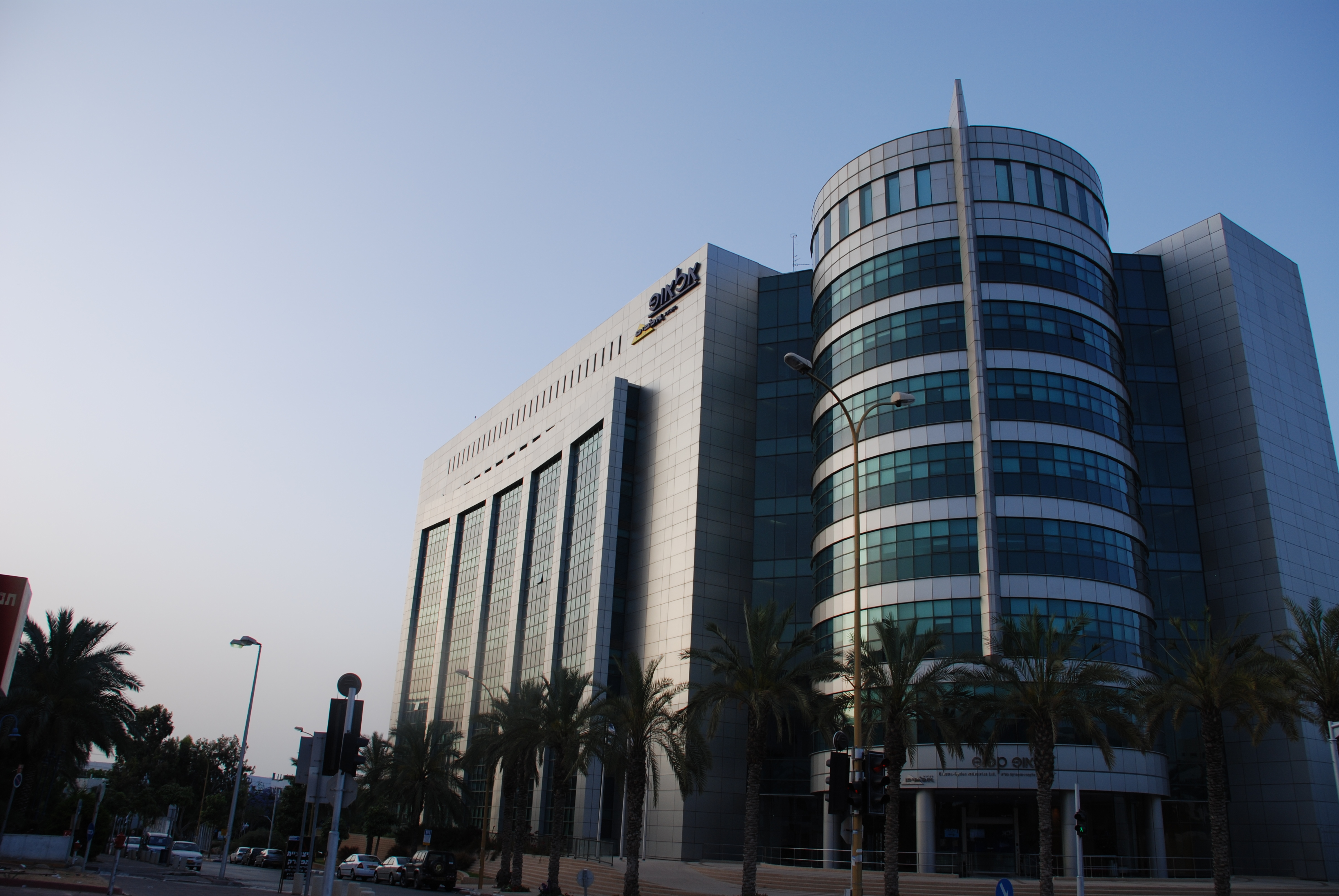
ساختمان پارک علوم شهر رخووت.

رخووت (به عبری: רחובות، رْخُوُت) نام شهری در استان مرکزی اسرائیل است. شهر رخووت در فاصله ۲۰ کیلومتری جنوب تل‌آویو قرار گرفته‌است. شهر رخووت در حدود ۱۱۴٬۰۰۰ شهروند دارد.

## فرهنگ
جشنواره بین‌المللی فیلم‌های زنان از جمله رویدادهای مهم فرهنگی در شهر رخووت است که از سال ۲۰۰۷ میلادی، برگزار می‌شود.

## آموزش
در سال ۱۹۴۹ میلادی، موسسه عالی علوم وایزمن در شهر رخووت، توسط حاییم وایزمن تأسیس شد.
هم‌چنین دانشکده علوم کشاورزی دانشگاه عبری اورشلیم در شهر رخووت واقع شده‌است. 

## موزه‌ها
خانه وایزمن، از موزه‌های ملی اسرائیل است. در موزه وایزمن وسایل، آثار هنری و کلکسیون شخصی حییم وایزمن و همسرش وره وایزمن به نمایش گذاشته شده‌است. هم‌چنین طراح خانه وایزمن اریک مِندلسون، معمار یهودی‌تبار آلمانی بود.

## شهرهای خواهر
- منچستر، پادشاهی متحده
- پارانا، آرژانتین
- گرونوبل، فرانسه
- فیلادلفیا، ایالات متحده آمریکا
- روچستر، ایالات متحده آمریکا
- آلبوکرکی، ایالات متحده آمریکا
- هایدلبرگ، آلمان

## نگارخانه

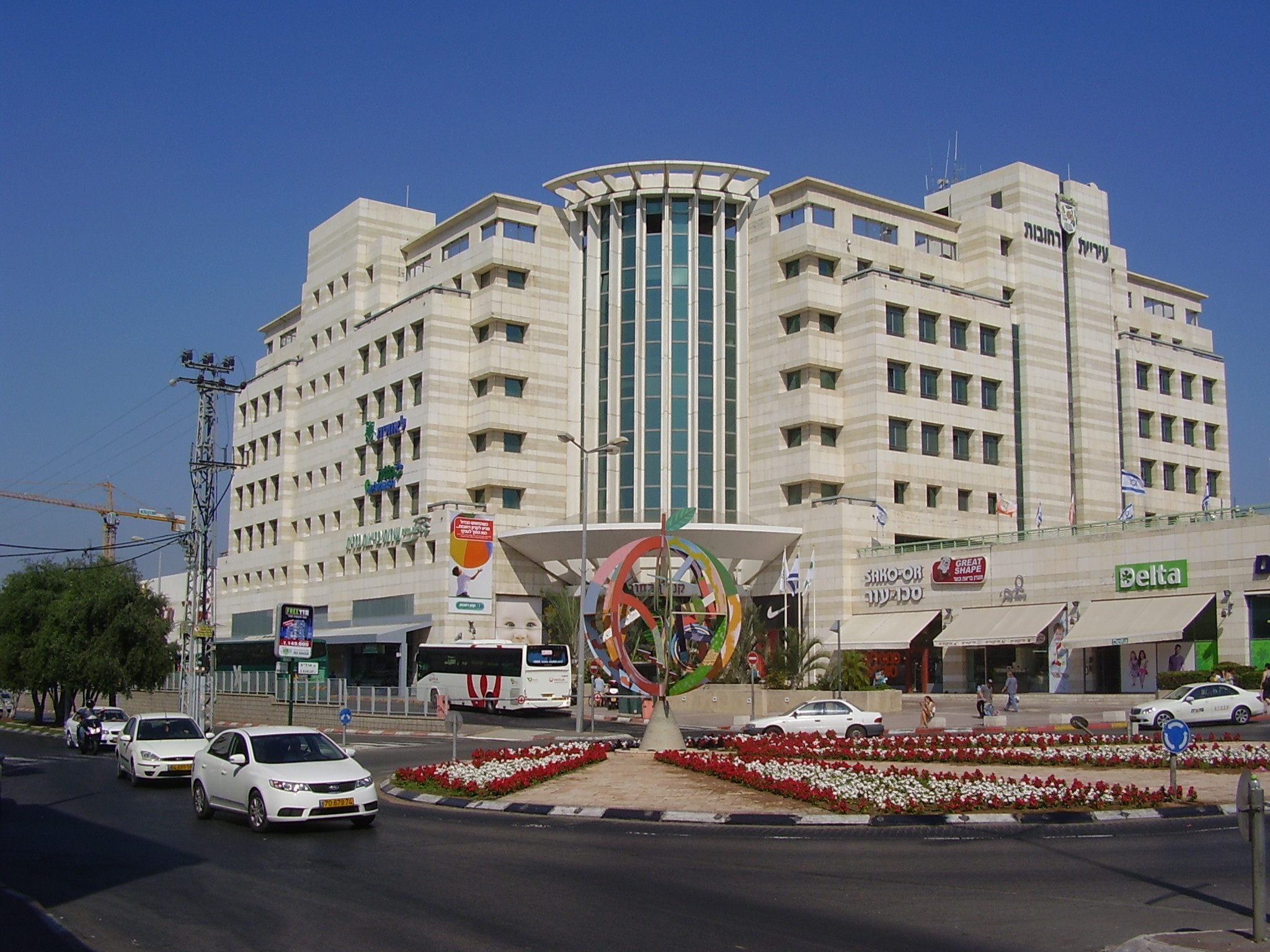
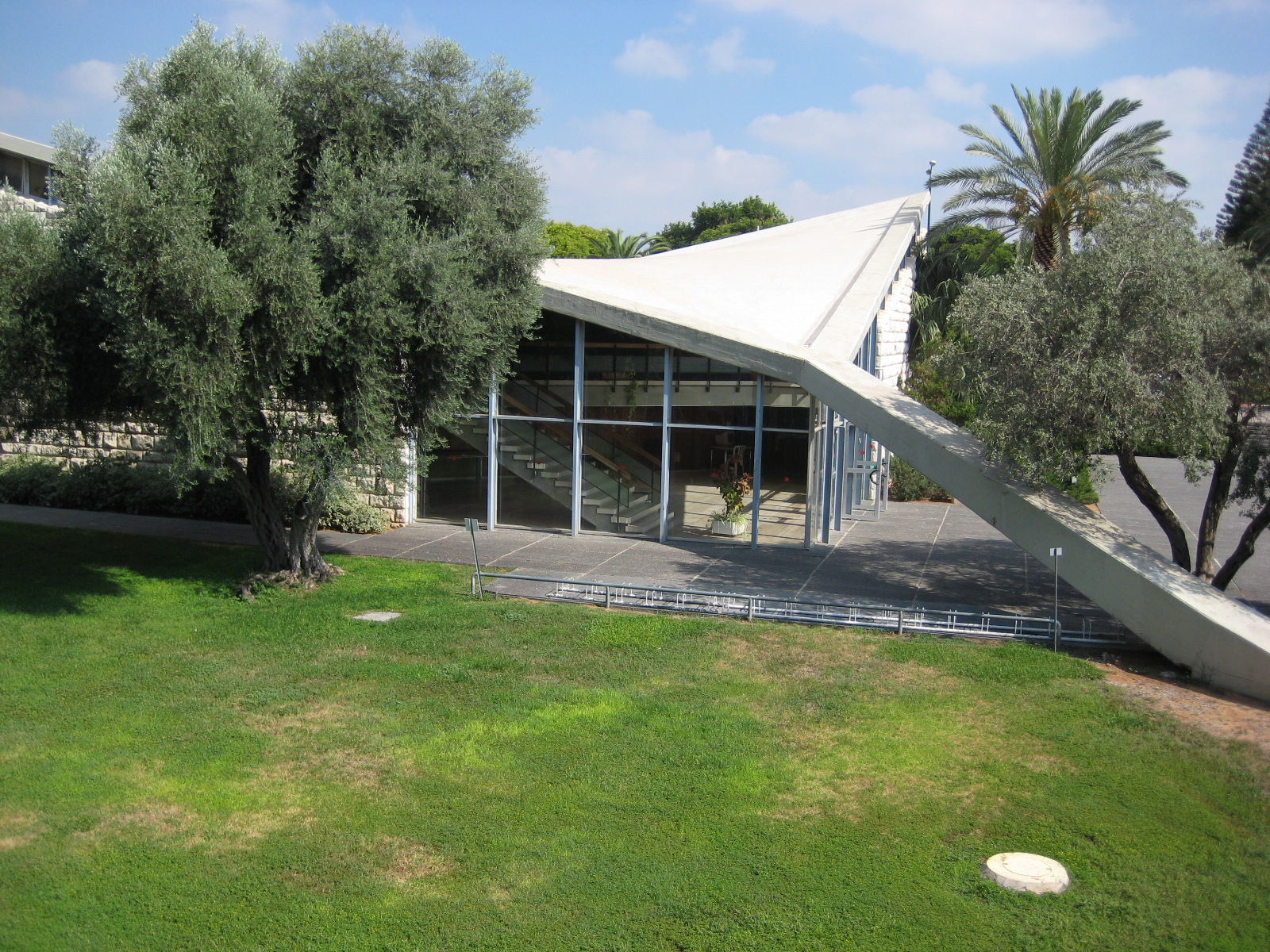
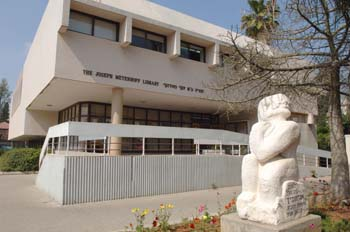
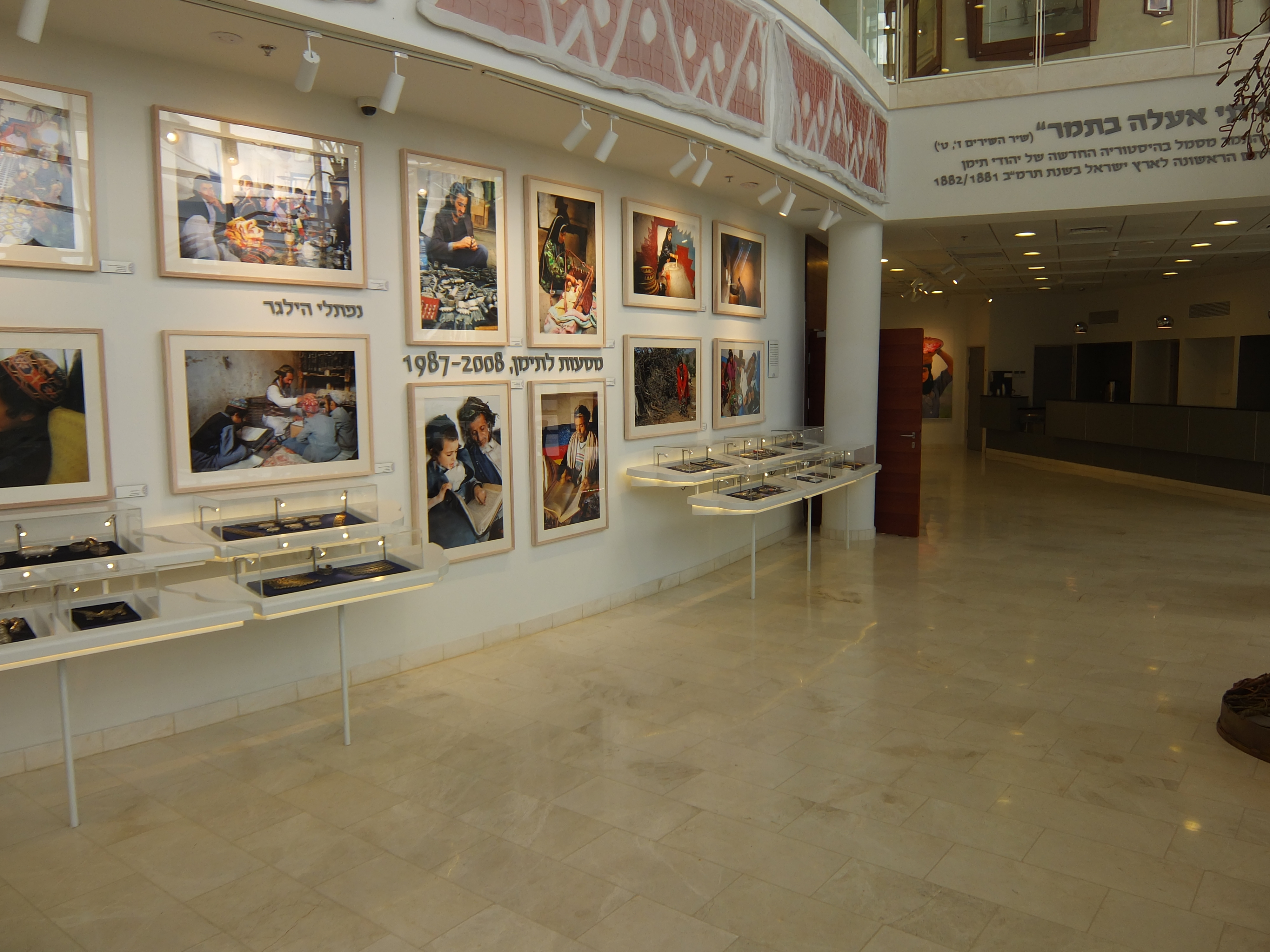